# Philocasca oron
Philocasca oron is een schietmot uit de familie Limnephilidae. De soort komt voor in het Nearctisch gebied.